# Carnaval de Jargeau
Le carnaval de Jargeau est un carnaval français qui se déroule à Jargeau dans le département du Loiret en région Centre.
Ville johannique renommée pour son église et son andouille, Jargeau s'efforce de maintenir la tradition du carnaval. Les fêtes organisées dans la cité gergolienne ont toujours été nombreuses (foire à l'andouille, aux châts, à la brocante, ou foire aux haricots aujourd'hui abandonnée) ; le carnaval constitue néanmoins l’événement majeur ; il est connu au-delà des limites du département et sa première sortie (premier dimanche) illustre régulièrement la une de la presse quotidienne régionale (La République du Centre).

## Géographie
Le carnaval se déroule dans le centre-ville de la commune de Jargeau située dans le canton de Châteauneuf-sur-Loire et la région naturelle du Val de Loire, sur la rive gauche de la Loire.
La commune est accessible, depuis le nord de la Loire, par la route départementale (RD) 2060 puis la RD 921 ; depuis le sud de la Loire, par les RD 921 ou 951.

## Histoire

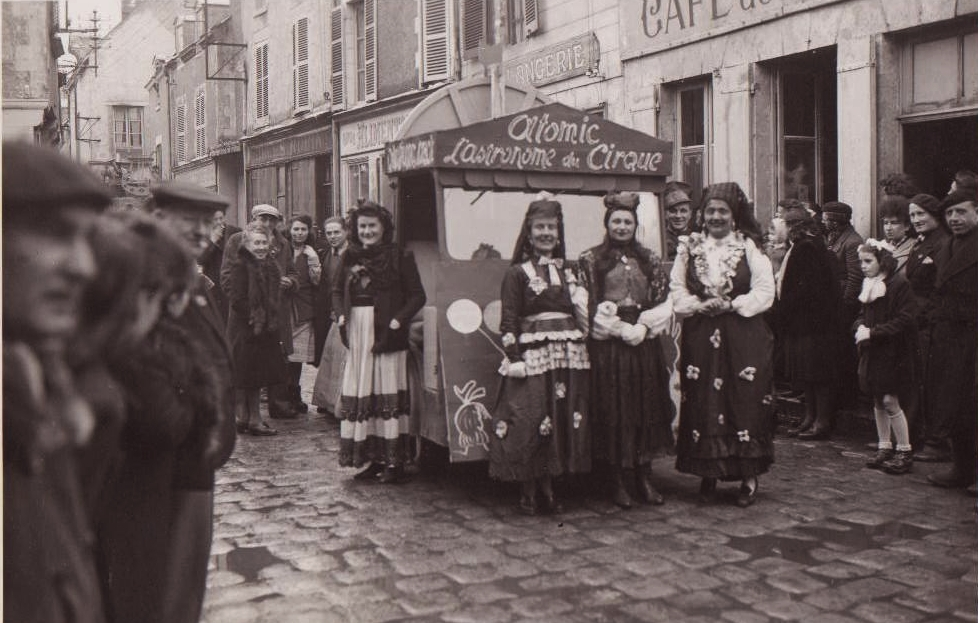
Édition 1947 ou 1948

La date exacte du premier carnaval de Jargeau n'est pas connue mais la tradition semble ancienne ; la manifestation existe dès le XIXe siècle.
Entre le milieu des années 1980 et le début des années 1990, la manifestation rurale se transforme au fil des années, en rendez-vous culturel d'envergure quasi nationale, faisant même l'objet de reportages télévisés sur des chaînes de télévision nationales. Les principaux accès de la commune sont bloqués et chaque entrant ne résidant pas sur la commune doit s'acquitter d'une trentaine de francs français pour pouvoir pénétrer dans le centre de la ville. Le premier dimanche accueille alors de nombreuses formations musicales d'origines étrangères tandis que la Grande-Rue héberge du théâtre de rue. Le deuxième dimanche est consacré à des formations musicales locales. Cependant, l'importance des dépenses entraîne le dépôt de bilan de la société organisant le carnaval ; la manifestation reprendre des dimensions plus modestes.
Le 24 février 1990, le comité d'organisation du carnaval présente un défilé du Bœuf Gras en hommage à une tradition disparue.
La première sortie de l'édition 2011 attire environ 10 000 spectateurs.
À la suite des attentats du 13 novembre 2015 survenus à Paris, pour des raisons de sécurité, la municipalité prend la décision d'annuler l'édition 2016.

## Présentation

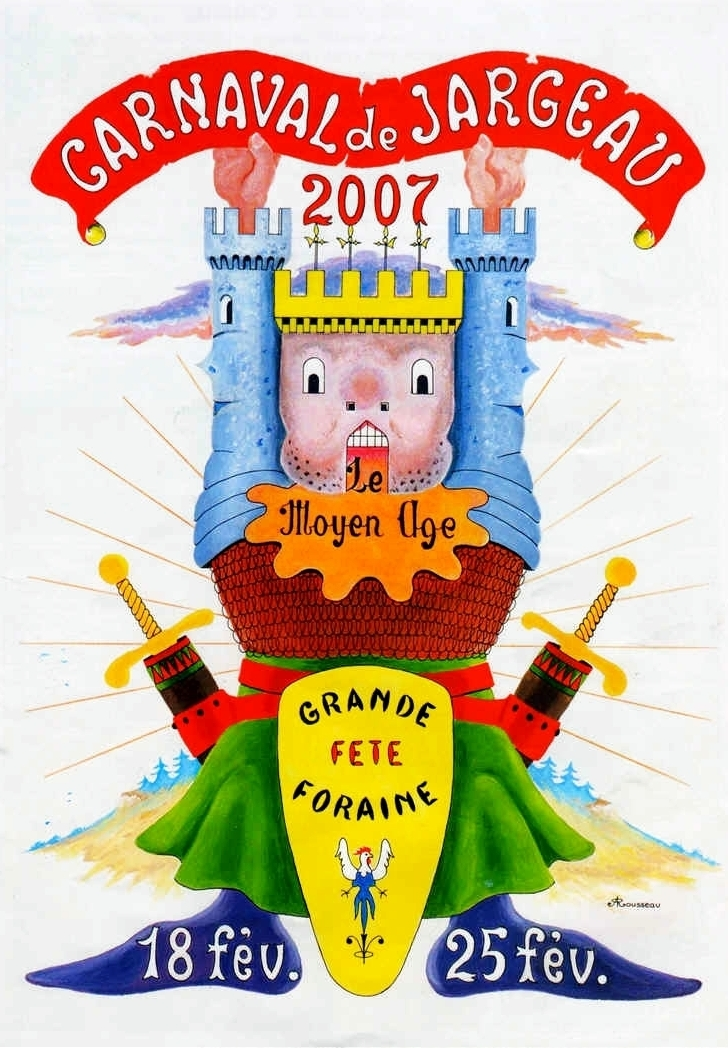
L'affiche du carnaval de Jargeau 2007 réalisée par André Rousseau

Chaque année, les festivités durent huit ou neuf jours. Une fête foraine s'installe sur le boulevard Porte-Madeleine et les deux week-end sont marqués par des défilés de musiques, chars et « grosses têtes ».
Sa majesté carnaval est réveillée à trois reprises par les « réveils de carnaval ». Les dimanches matin précédant le carnaval, les futurs carnavaliers, vêtus de blanc, réveillent les Gergoliens à l'aide de tambours. Le troisième et dernier réveil est le plus important de tous, il réunit plus de participants et les habitants de la commune voisine (Saint-Denis-de-l'Hôtel) sont également réveillés.
Toute l'année, une équipe de bénévoles fabriquent les chars, la plupart du temps, automatisés, ainsi que les « grosses têtes », dans « le hangar de carnaval », un hangar de tôle situé dans la rue des Crosses. Sur des plateaux, issus d'anciens bus ou d'anciennes remorques, une armature métallique est montée puis recouverte de papier mâché qui est peint et verni. Les têtes, pieds et mains sont modelés en glaise. Un moule en plâtre en est tiré, dans lequel la pièce est formée en papier mâché.
Le lundi soir suivant, la première sortie de carnaval est consacrée aux farces. La tradition consiste à réprimander les élus sur une de leurs réalisations contestées.
Pour marquer la fin du carnaval, Sa Majesté Carnaval est brûlée sur les bords de Loire.
Depuis 1946, le carnaval de Jargeau adopte chaque année un thème pour illustrer ses chars. Cinq thématiques choisies par le carnaval de Jargeau ont été utilisées à deux reprises, il s'agit du Moyen Âge (1951 et 2007), des Fables de La Fontaine (1956 et 2006), des vieux métiers (1972 et 1994), de l'Europe (1981 et 2000) et du cirque (1982 et 1999).
Le carnaval d'été est organisé en juillet, depuis 2001. Tous les chars, construits pendant l'hiver, sont illuminés.

## Dans la littérature
L'écrivain français Yann Moix, dans son ouvrage Naissance ayant obtenu le prix Renaudot en 2013, mentionne « les confettis collés du Carnaval de Jargeau ».

## Pour approfondir